# 常太镇
常太镇是中国福建省莆田市城厢区下辖的一个镇。

## 行政区划
常太镇下辖以下地区：
松峰村、利车村、照车村、东太村、东青村、山门村、汀洋村、常太村、侯山村、坑洋村、霞山村、渡里村、金川村、马院村、党城村、顶坑村、内东坪村、外东坪村、过溪村、下莒村、埔头村、溪南村、溪北村、山坑村、南川村、洋边村、长基村和岭下村。